# تيري مارتن
تيري مارتن (بالإنجليزية: Terry Martin) (10 أكتوبر 1980 بشيكاغو في الولايات المتحدة - ) هو فنان قتال مختلط وملاكم أمريكي، صنّف ضمن فئة وزن الكروزر (ملاكمة).

## روابط خارجية
- تيري مارتن على موقع IMDb (الإنجليزية)
- تيري مارتن على موقع قاعدة بيانات الفيلم (الإنجليزية)
- تيري مارتن على موقع بوكس ريك (الإنجليزية) (registration required)
- تيري مارتن على موقع يو إف سي (الإنجليزية)
- تيري مارتن على موقع شيردوغ (الإنجليزية)